# Cycnidolon pulchellum
Cycnidolon pulchellum är en skalbaggsart som först beskrevs av Auguste Lameere 1893.  Cycnidolon pulchellum ingår i släktet Cycnidolon och familjen långhorningar.
Artens utbredningsområde är Venezuela. Inga underarter finns listade i Catalogue of Life.